# Katsuyama
Katsuyama (jap. 勝山市, -shi) ist eine japanische Stadt in der Präfektur Fukui.

## Geschichte

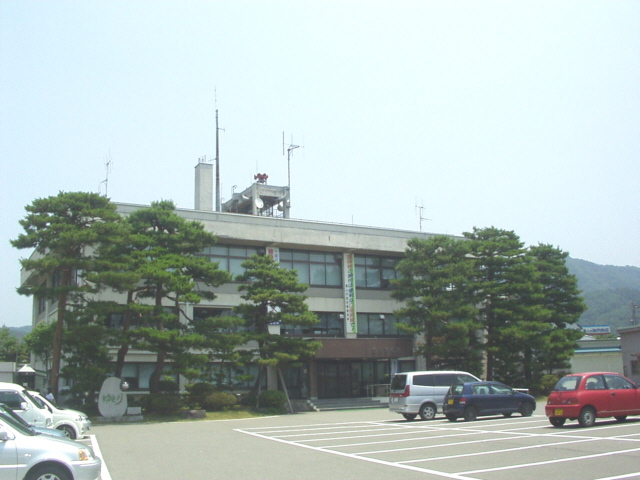
Rathaus

Katsuyama ist eine alte Burgstadt, in der zuletzt (bis 1868) ein Zweig des Ogasawara-Klans residierte.
Der Ort erhielt am 1. September 1954 den Status einer Stadt.

## Geographie
Katsuyama liegt südlich von Kanazawa und nördlich von Fukui.

## Städtepartnerschaften
- Aspen (Colorado)

## Verkehr
- Straße:
  - Hokuriku-Autobahn
  - Nationalstraße 157, 416
- Zug:

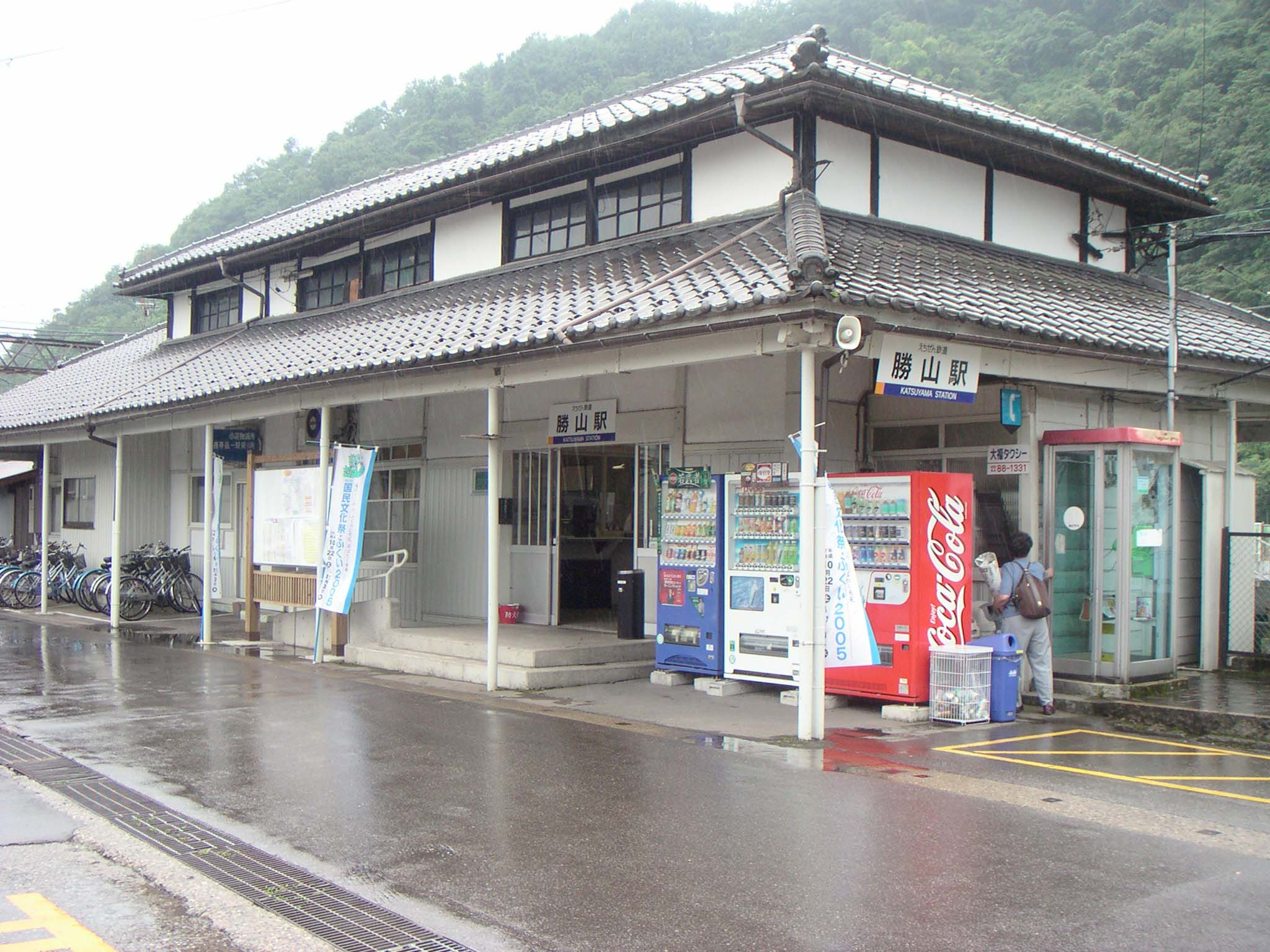
Bahnhof Katsuyama

  - JR Hokuriku-Hauptlinie, Bahnhof Katsuyama, nach Maibara und Joetsu
  - Echizen Katsuyama-Eiheiji-Linie

## Angrenzende Städte und Gemeinden

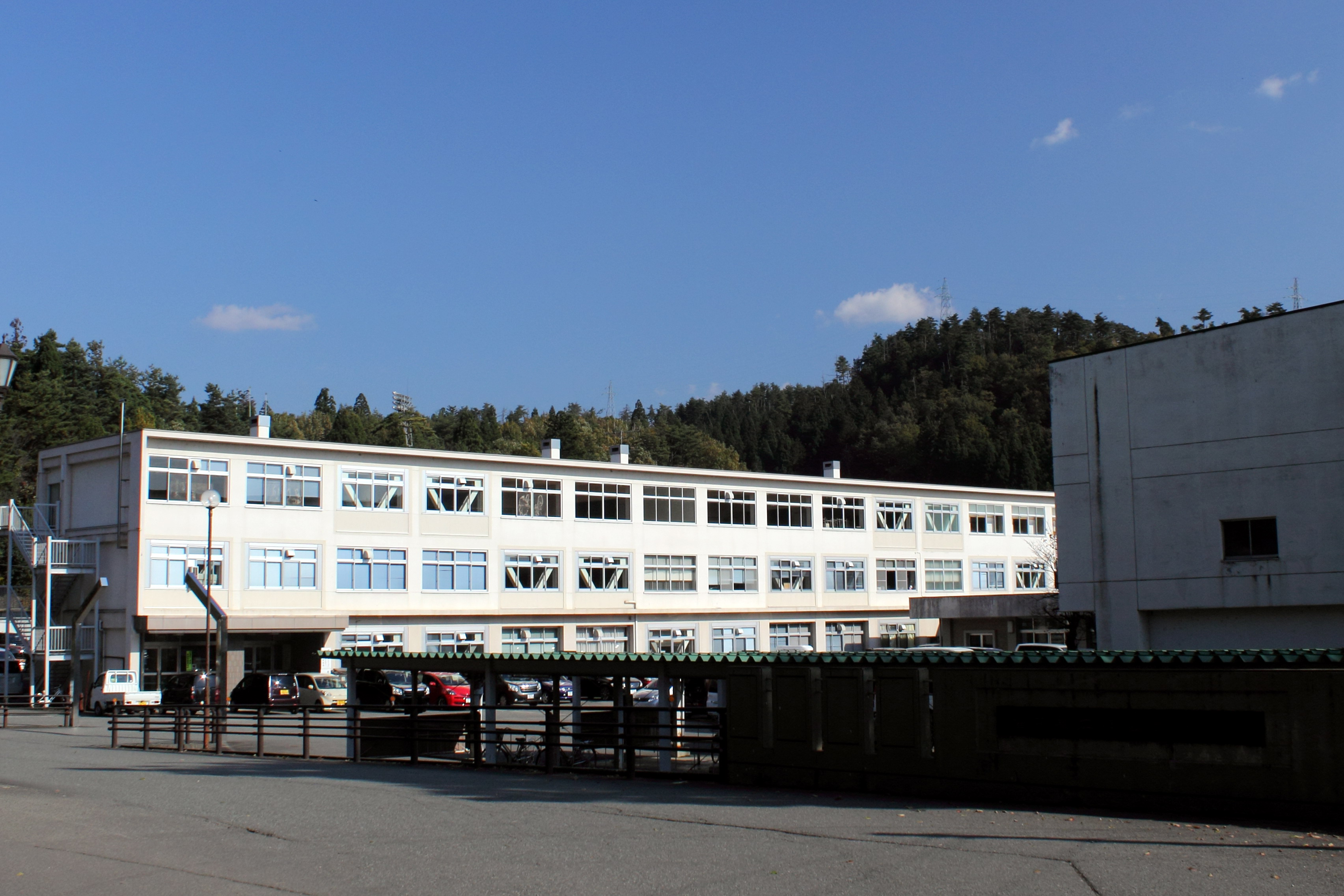
Katsuyama High School der Präfektur Fukui

- Präfektur Fukui
  - Fukui
  - Sakai
  - Ōno
  - Eiheiji
- Präfektur Ishikawa
  - Hakusan
  - Komatsu
  - Kaga